# Зворничко културно љето
Зворничко културно љето је највећа седмодневна културно-забавна манифестација у Општини Зворник а и шире. Манифестација се одржава сваке године у периоду од 2. до 8. августа. Сви важнији догађаји се дешавају на Градској плажи али и на другим локацијама: у граду, парку, Народној библиотеци итд.
Зворничко културно љето обухвата низ културних манифестација, сајам књига, изложба фотографија, мини-маратон, изложба рукотворина, сликарска колонија, маскенбал, рафтинг, зворнички котлић, наступи познатих јавних личности из свијета музика, глуме, писане ријечи итд., а завршава се обиљежавањем крсне славе града и заштитнице Зворника, Свете Петке Трнове, пригодним вјерским програмом.
Зворничко културно љето се одржава од 2001. године и увијек окупи велики број посјетилаца (40.000 — 50.000 људи). Подршку за одржавање сличне манифестације под називом Зворничко љето, као своју идеју, Скупштини општине Зворник је поднијела омладинска невладина организација у прољеће 2001. године, а исте године под покровитељством Општине на челу са тадашњим начелником Бошком Милићем, одржава се прво Зворничко културно љето. 
Од 2012. године, манифестација званично мијења име у Зворничко љето чије назив и идеју и даље општинска управа представља као сопствене.